# Núi Jefferson (Oregon)
Núi Jefferson là một núi lửa dạng tầng không hoạt động ở vành đai núi lửa Cascade,  dãy núi Cascade và là ngọn núi cao thứ nhì ở Oregon. Ngọn núi này nằm ở gốc viễn tây bắc của quận Linn, cách Corvallis 96 km về phía đông, Jefferson nằm ở trong một khu vực hoang dã và có địa hình lởm chởm và là ngọn núi lửa khó đến nhất trong dãy Cascade. Nhiều người coi hình thù lởm chởm và nhiều băng tuyết của ngọn núi này là hình ảnh đẹp ăn ảnh. Ngọn núi này thường được chọn làm phông nền cho các quảng cáo xe ô tô và rượu ở Mỹ. Đến nay, người ta ta vẫn chưa khẳng định dứt khoát liệu ngọn núi lửa này đang ngủ yên hay dừng hẳn luôn.